# Daphne Zuniga
Pour les articles homonymes, voir Zúñiga.
Daphne Zuniga, née le 28 octobre 1962 à Berkeley, en Californie, aux (États-Unis), est une actrice américaine.
Principalement connue à la télévision, elle a joué dans un grand nombre de téléfilms dont elle est la vedette.
Elle accède à la notoriété grâce au rôle de Jo Reynolds dans la série télévisée culte Melrose Place (1992-1996). Elle s'installe sur le petit écran en jouant de nombreux rôles réguliers : Notamment celui de Shelly Pierce dans Mes plus belles années (2004-2005), Lynn Kerr dans Beautiful People (2005-2006) et Victoria Davis dans Les Frères Scott (2008-2012).

## Biographie

### Jeunesse et formation
Son père est originaire du Guatemala tandis que sa mère est d'origine polonaise et finlandaise.

### Carrière

#### Débuts de carrière, cinéma et révélation télévisuelle
Daphne Zuniga a joué dans de nombreux films au cinéma, dont The Sure Thing avec John Cusack, Spaceballs avec John Candy, Last Rites avec Tom Berenger, The Fly 2 avec Eric Stoltz, Gross Anatomy avec Matthew Modine.
En 1992, c'est à la télévision dans Melrose Place que l'actrice gagne la notoriété dans le rôle de la photographe, Jo Reynolds. Elle quitte la série à la fin de la quatrième saison et ne renouvelle pas son contrat pour la cinquième saison.

#### Téléfilms et rôles réguliers à la télévision et cinéma

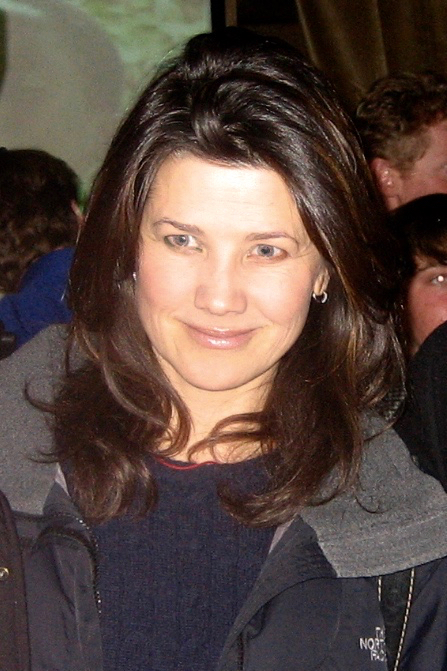
Au Festival du film de Sundance 2007.

En 2004, elle obtient un rôle récurrent dans la troisième et dernière saison de Mes plus belles années (American Dreams) en interprétant Shelley Pierce, la mère de Chris.
L'année suivante, elle fait son retour dans un rôle régulier dans la populaire série Beautiful People. Elle y joue, Lynn Kerr, une mère célibataire qui emménage à New York avec ses deux filles. Néanmoins, la série est arrêtée après deux saisons.
En 2007, elle joue dans la série Les Frères Scott (One Tree Hill) afin d'endosser le rôle emblématique de Victoria Davis, une femme d'affaires et la mère égoïste de Brooke. Elle tiendra ce rôle récurrent durant cinq saisons jusqu'en 2012.
En 2009 et 2010, elle revient dans deux épisodes de Melrose Place : Nouvelle Génération pour ré-incarner Jo Reynolds. L'occasion pour elle de retrouver Heather Locklear, Thomas Calabro ou encore Josie Bissett, ses anciens partenaires.
De 2013 à 2015, elle est aussi l'actrice principale dans plusieurs films indépendants, dont Gone Missing, Beyond Paradise, A Remarkable Life et When Duty Calls.
En 2015, elle fait une apparition dans la série "Hindsight". L'année suivante, en 2016, elle brille sur grand écran dans plusieurs films, notamment "Search Engines" aux côtés de Joely Fisher et "Who's Driving Doug" avec RJ Mitte.
En 2017, elle connaît le succès avec le film "Heartbeats", dirigé par Duane Adler, qui est à l'affiche au cinéma dans plusieurs salles à travers le monde. Elle est également l'actrice principale du thriller "Witness Unprotected" réalisé par Fred Olen Ray, qui sort en 2018. Cette année-là, Zuniga s'illustre également dans deux autres films, "A Christmas Arrangement" avec Miles Fisher et Nicky Whelan, ainsi que "Abigail Falls" avec Billy Baldwin. En parallèle, elle fait ses débuts en tant que réalisatrice avec le suspense "The Protégé", mettant en vedette Keenan Tracey et Jeannette Sousa.
En 2019, Daphne Zuniga incarne le personnage de l'infirmière malveillante Broadfield dans le film "Gates Of Paradise", aux côtés de Jason Priestley, et participe au film "Christmas In Paris" avec Karl E. Landler, où elle joue le rôle de Kate Fortune. Elle continue de diversifier ses rôles en 2020 en apparaissant en tant que commandante de la marine, Stacy Gordon, dans la populaire série "NCIS: Enquêtes spéciales".
En 2021, elle incarne Margot dans la série "Fantasy Island" aux côtés de Josie Bissett et Laura Leighton, ses anciennes partenaires de jeu de la série "Melrose Place", sur la chaîne FOX.
En 2022, elle retrouve son ancien partenaire de "Melrose Place", Grant Show, dans le reboot de "Dynasty", en interprétant le rôle de Sonya Jackson dans la saison 5.
Depuis 2024, Daphne Zuniga animent en compagnie de ses costars de "Melrose Place", Laura Leighton et Courtney Thorne-Smith, un IHeart radio Podcast "Still The Place".
Un reboot de Melrose Place est d'ailleurs en développement. Daphne Zuniga, Laura Leighton et Heather Locklear seront du casting.
En juin 2025, TheWrap annonce que Daphne Zuniga sera du casting de la suite de Spaceballs, prévue pour 2027 partout au cinéma. Elle reprendra son rôle de Princesse Vespa, maintenant Reine Vespa. Rick Moranis et Bill Pullman seront également de retour. Une magnifique nouvelle pour les fans de ce film et de l'actrice.

## Filmographie

### Cinéma

#### Longs métrages
- 1982 : The Dorm That Dripped Blood de Stephen Carpenter et Jeffrey Obrow : Debbie
- 1984 : Vœux Sanglants (The Initiation) de Larry Stewart : Kelly / Terry
- 1985 : Vision Quest (Crazy for You) de Harold Becker : Margie Epstein
- 1985 : Garçon choc pour nana chic (The Sure Thing) de Rob Reiner : Alison Bradbury
- 1986 : Modern Girls de Jerry Kramer : Margo
- 1987 : La Folle Histoire de l'espace (Spaceballs) de Mel Brooks : Princesse Vespa
- 1988 : Crimes de sang (Last Rites) de Donald P. Bellisario : Angela De Vega, alias Martinez
- 1989 : La Mouche 2 (The Fly II) de Chris Walas : Beth Logan
- 1989 : Staying Together de Lee Grant : Beverly Young
- 1989 : Cours d'anatomie (Gross Anatomy) de Thom Eberhardt : Laurie Rorbach
- 1992 : Prey of the Chameleon de Fleming B. Fuller : Patricia / Elizabeth Burrows
- 1992 : Mad at the Moon de Martin Donovan : Mme Miller, jeune
- 1993 : Les Aventuriers de l'Amazone (Eight Hundred Leagues Down the Amazon) de Luis Llosa : Minha
- 1994 : Cityscrapes: Los Angeles de Michael Becker : Chantal
- 1995 : Charlie's Ghost Story de Anthony Edwards : Ronda
- 1997 : Naked in the Cold Sun de Helene Udy : Rini
- 1997 : Stand-ins de Harvey Keith : Shirley-Greta Garbo's Stand-in
- 2000 : Enemies of Laughter de Joey Travolta : Judy Kravitz
- 2006 : A-List de Shira-Lee Shalit : Tina
- 2010 : Seducing Charlie Barker de Amy Glazer : Stella
- 2012 : Changing Hearts de Brian Brough : Christina Riley
- 2014 : Un amour de petit singe (Monkey in the Middle) de Justin G. Dyck : Olive
- 2015 : Summer Forever de Roman White : Sophie
- 2015 : A Remarkable Life de Vohn Regensburger : Tracy
- 2016 : Who's Driving Doug de David Michael Conley : Alison
- 2016 : Search Engines de Russell Brown : Kate
- 2017 : Heartbeats de Duane Adler : Michelle Andrews
- 2017 : Those Left Behind de Maria Finitzo : Shelly
- 2018 : Shéhérazade: Au-delà du paradis de J.J. Alani : Elana
- 2018 : Abigail Falls de Erica Dunton : Anne
- 2027 : Spaceballs 2 : Queen Vespa

### Télévision

#### Séries télévisées
- 1984 : Sacrée Famille (Family Ties) : Rachel Miller (saison 2, épisodes 17 et 20)
- 1989 : Nightmare Classics : Irene Marlowe (1 épisode)
- 1992 - 1996 : Melrose Place : Jo Reynolds (saisons 1 à 4 - 111 épisodes)
- 1994 : The Hidden Room : Elizabeth Mahern (1 épisode)
- 1994 : Models Inc. : Jo Reynolds (saison 1, épisode 1)
- 1995 : Happily Ever After: Fairy Tales for Every Child : Cendrillon (voix, 1 épisode)
- 1997 : Johnny Bravo : Gabrielle (voix, 1 épisode)
- 1997 : La loi du Colt (Dead Man's Gun) : Tanya Winston / Lillian Posey (saison 1, épisode 5)
- 1997 - 1998 : Spin City : Carrie (saison 1, épisode 21 / saison 3, épisode 5)
- 1999 : Au-delà du réel : L'aventure continue (The Outer Limits) : Juliette Kagan (saison 5, épisode 18)
- 1999 - 2000 : Batman, la relève : April / Lula (voix, 2 épisodes)
- 2000 : Stark Raving Mad : Dr Anne Russo (saison 1, épisode 15)
- 2003 : Eve : Sylvia King (saison 1, épisode 11)
- 2003 : New York, unité spéciale (Law & Order: Special Victims Unit) : avocate de la défense Emma Dishell (saison 5, épisode 8)
- 2004 - 2005 : Mes plus belles années (American Dreams) : Shelley Pierce (saison 3, 14 épisodes)
- 2005 - 2006 : Beautiful People : Lynn Kerr (16 épisodes)
- 2007 : Nip/Tuck : Carly Summers (saison 5, épisode 1)
- 2008 - 2012 : Les Frères Scott (One Tree Hill) : Victoria Davis (saisons 5 à 9 - 40 épisodes)
- 2008 : Novel Adventures : Laura French (Web-série, 8 épisodes)
- 2008 - 2009 : Spaceballs: The Animated Series : Princess Vespa (voix, 12 épisodes)
- 2009 - 2010 : Melrose Place : Nouvelle Génération : Jo Reynolds (saison 1, épisodes 7 et 16)
- 2015 : Hindsight (en) : Libby (saison 1, épisode 7)
- 2020 : NCIS : Enquêtes spéciales : Stacy Gordon, commandante de la marine
- 2021 : Fantasy Island : Margot Shear (saison 1, épisode 7)
- 2022 : Dynasty : Sonya Jackson (saison 5, épisode 9, épisode 12)

#### Téléfilms
- 1983 : Quarterback Princess (en) de Noel Black : Kim Maida
- 1985 : Stone Pillow de George Schaefer : Carrie Lang
- 1995 : Au bénéfice du doute (Degree of Guilt) de Mike Robe : Teresa « Terri » Peralta
- 1996 : Destination inconnue (Pandora's Clock) d'Eric Laneuville : Dr Roni Sanders
- 1997 : Face au mensonge (Loss of Faith) de Allan A. Goldstein : Claire Hainey
- 2000 : Thérapie meurtrière (Artificial Lies) de Rodney Gibbons : Karen Wettering
- 2003 : Le Chien fantôme (Ghost Dog: A Detective Tail) de Worth Keeter : Amanda Morton
- 2005 : Secret conjugal (Secret Lives) de George Mendeluk : Jill Thompson
- 2006 : Un Noël pour l'éternité (Christmas Do-Over) de Catherine Cyran : Jill
- 2006 : Au rythme de mon cœur (The Obsession) de David Winkler : Deborah Matthews
- 2008 : Mariage par correspondance (Mail Order Bride) de Anne Wheeler : Diana McQueen
- 2010 : Ma vie est un enfer / Maman, Moi ? Jamais ! (A Family Thanksgiving) de Neill Fearnley : Claudia Parks
- 2010 : La Grève de Noël (On Strike for Christmas) de Robert Iscove : Joy Robertson
- 2013 : Spring Break Fatal (Gone Missing) de Tara Miele : René Allen
- 2013 : La Lettre de Kelly (Signed, Sealed, Delivered.) de Scott Smith : Andrea Shmeckle
- 2015 : L'Appel du devoir (When Duty Calls) de Bradford May : Carol Lawton
- 2016 : On a kidnappé mon mari (Abducted Love) de Brenton Spencer : Anne Bradshaw
- 2017 : Ma fille kidnappée ! (The Wrong Babysitter) de George Mendeluk : Susan Brown
- 2018 : Une photo compromettante (Witness Unprotected) de Fred Olen Ray : Samantha Roberts
- 2018 : Un Noël tout en fleurs (A Christmas Arrangement) de Jake Helgren : Blair Covington
- 2019 : Les enfants maudits 4 : une nouvelle famille (V.C. Andrews : Gates of Paradise) de Gail Harvey : Infirmière Broadfield
- 2019 : Noël à Paris (Christmas In Paris) : Kate Fortune

### Clips vidéo
- 1986 : But Not Tonight de Depeche Mode
- 1994 : Night Moves de Bob Seger et The Silver Bullet Band
- 2000 : Crazy for This Girl de Evan and Jaron

### Productrice
- 2010 : Ma vie est un enfer / Maman, Moi ? Jamais ! (A Family Thanksgiving) (téléfilm)

### Réalisatrice
- 2019 : Deadly Assistant (téléfilm)
- 2020 : The Waiting Room (téléfilm)

## Voix francophones
En France, Déborah Perret, est la voix française régulière de Daphne Zuniga depuis la série Melrose Place en 1992.

## Distinctions
Sauf indication contraire ou complémentaire, les informations mentionnées dans cette section proviennent de la base de données IMDb.

### Récompenses
- LA Femme International Film Festival 2008 : New Establishment Award
- Festival du film de Santa Fe 2016 : Creative Spirit Award pour Search Engines